# 富利國際投資
富利國際投資有限公司，簡稱富利國際投資（英語：Richfield International Investments Limited，港交所除牌時0231.HK），在1973年成立，以及在香港交易所主板上市，1983年，被百利保國際控股有限公司（已私有化後，已併入百利保控股有限公司）成為旗下公司，曾經經營香港房地產業務。當時主席為羅旭瑞。前身為富利國際地產投資有限公司。
在1989年9月13日，在遷冊百慕達，名為富利國際控股有限公司，再在1993年，在更名惠揚控股有限公司、環球動力控股有限公司，或者現時盛明國際（控股）有限公司。

## 連結
- Madex.com.hk （页面存档备份，存于）